# Gelbbürzelgirlitz
Der Gelbbürzelgirlitz (Crithagra xanthopygia, Syn.: Serinus xanthopygius) ist eine Finkenart aus der Unterfamilie der Stieglitzartigen. Die Art wird in Europa gelegentlich als Ziervogel gehalten.

## Beschreibung
Der Gelbbürzelgirlitz erreicht eine Körperlänge von elf bis zwölf Zentimeter. Die Geschlechter ähneln sich, die Weibchen sind lediglich etwas heller.
Das Körpergefieder dieser Art ist weitgehend einheitlich grau, lediglich der Bürzel ist leuchtend gelb. Die Oberschwanzdecken sind mattbraun und gelblich überwaschen. Die Steuerfedern sind matt dunkelbraun. Ein Überaugenstreif fehlt. Kinn und Kehle sind bräunlich weiß. Jungvögel ähneln den adulten Vögeln, sind aber intensiver graubraun und weisen gelegentlich einen gelblichen Kehlfleck auf.
Das Verbreitungsgebiet des Gelbbürzelgirlitz reicht an das des Reichenowgirlitz heran. Dieser ist jedoch kleiner, hat eine weiße Kehle und eine blassgraue Körperunterseite mit nur wenigen Längsstreifen.

## Lebensweise
Die Lebensweise dieser Girlitzart ist bislang weitgehend unerforscht.
Das Brutverhalten ist nur aus der Gefangenschaftshaltung bekannt. Die Brutzeit beträgt wie bei fast allen Girlitzen 14 Tage. Es brütet allein das Weibchen. Die Nestlingszeit beträgt 17 Tage. Die Jungvögel werden nach dem Verlassen des Nestes weitere drei Wochen von den Elternvögeln versorgt.

## Verbreitungsgebiet
Das Verbreitungsgebiet des Gelbbürzelgirlitz beschränkt sich auf Äthiopien und Eritrea. Er ist besonders häufig im Hochland Eritreas in Höhenlagen zwischen 1000 und 2500 Metern. Sein Lebensraum sind Savannen, locker bewaldetes Grasland. Er hat sich auch menschlichen Siedlungsraum erschlossen und kommt an Ufern und auf Feldern vor.

## Einzelbelege
1. 1 2  Fry et al., S. 477.
2. ↑  Fry et al., S. 476

## Weblink
- Crithagra xanthopygia in der Roten Liste gefährdeter Arten der IUCN 2017.3. Eingestellt von: BirdLife International, 2016. Abgerufen am 26. Januar 2018.